# 64 Tauri
64 Tauri, nota anche come δ2 Tauri, è una stella bianca di sequenza principale di magnitudine +4,80, situata nella costellazione del Toro. La sua distanza è stimata in 150,8 anni luce dal sistema solare. Appartiene all'ammasso aperto delle Iadi.

## Osservazione

64 Tauri è visibile al centro. Le altre due stelle sono la gigante giallo-arancione Hyadum II (a destra) e (a sinistra).

La sua declinazione comporta che possa essere osservata, nell'emisfero boreale, soprattutto nei mesi autunnali e invernali. Nell'emisfero sud, per via della sua alta declinazione e tenue luminosità, è osservabile con difficoltà.
La sua magnitudine pari a 4,80 fa sì che possa essere scorta solo con un cielo sufficientemente libero dagli effetti dell'inquinamento luminoso.
64 Tauri appare piuttosto vicina ad altre due stelle della costellazione del Toro, Hyadum II e 68 Tauri, con le quali condivide la designazione δ Tauri nella nomenclatura di Bayer.

## Caratteristiche fisiche
64 Tauri è una stella bianca di sequenza principale, con una massa pari a 1,79 volte quella del Sole e raggio pari a 1,8 volte quello solare. Conseguentemente, la stella è considerevolmente più luminosa del Sole, ben 27 volte, con la sua superficie che raggiunge gli 8000 K. Inoltre, ha una metallicità [Fe/H] pari a +0,14, che corrisponde al 138% di quella solare.
La stella ha un elevato moto proprio, pari a 115,34 mas/anno, comparabile a quello degli altri membri dell'ammasso aperto delle Iadi, cui appartiene.
Con una parallasse determinata da Gaia in 21,6192 ± 0,0994 mas, la distanza dal sistema solare può essere calcolata in 46,255 pc, corrispondenti a 150,8 anni luce.
Nel 2007, C. Schröder e J. Schmitt rilevarono emissioni nei raggi X nel 10-15% delle stelle di classe A che osservarono con il telescopio spaziale ROSAT, tra cui anche da 64 Tauri. Poiché i modelli di fisica stellare non prevedono che stelle appartenenti a tale classe emettano raggi X, è stato supposto che 64 Tauri possa avere una compagna non ancora altrimenti rilevata, oppure che sia casualmente allineata con sorgente di raggi X.